# بالتسولا
بالتسولا (به ایتالیایی: Balzola) یک کومونه در ایتالیا است که در استان آلساندریا واقع شده‌است.

## خصوصیات
بالتسولا ۱۶٫۷۲ کیلومترمربع مساحت و ۱٬۴۴۷ نفر جمعیت دارد و ۱۱۹ متر بالاتر از سطح دریا واقع شده‌است.